# Klaus-Joachim Zülch
Klaus-Joachim Zülch (Allenstein, 11 de abril de 1910 — Berlim, 2 de dezembro de 1988) foi um neurologista alemão. Klaus-Joachim Zülch era filho do prefeito de Olsztyn, Georg Zülch. Lá frequentou o liceu estatal, que completou em 1928 com o Abitur.